# Thomas Rasmussen
Pour les articles homonymes, voir Rasmussen.
Thomas Rasmussen est un footballeur danois, né le 16 avril 1977 à Frederiksberg au Danemark. Il évolue comme arrière gauche.

## Sélection nationale
Thomas Rasmussen obtient sa première sélection le 30 avril 2003 contre l'Ukraine lors d'un match amical remporté (1-0) par les danois.
S'il bénéficie d'une deuxième sélection en 2004, on ne le revoit ensuite qu'en 2008 avec six sélections supplémentaires dont trois comme titulaire.
Il participe notamment à un match qualificatif pour la Coupe du monde 2010 remporté (3-0) par le Danemark face à Malte.

## Palmarès
Saint-Trond VV
- Vainqueur de la Coupe de la Ligue belge (1) : 1998

 Brøndby IF
- Vainqueur de la Coupe du Danemark (1) : 2008
- Vainqueur de la Royal League (1) : 2007